# Schalldämpfer (Waffe)

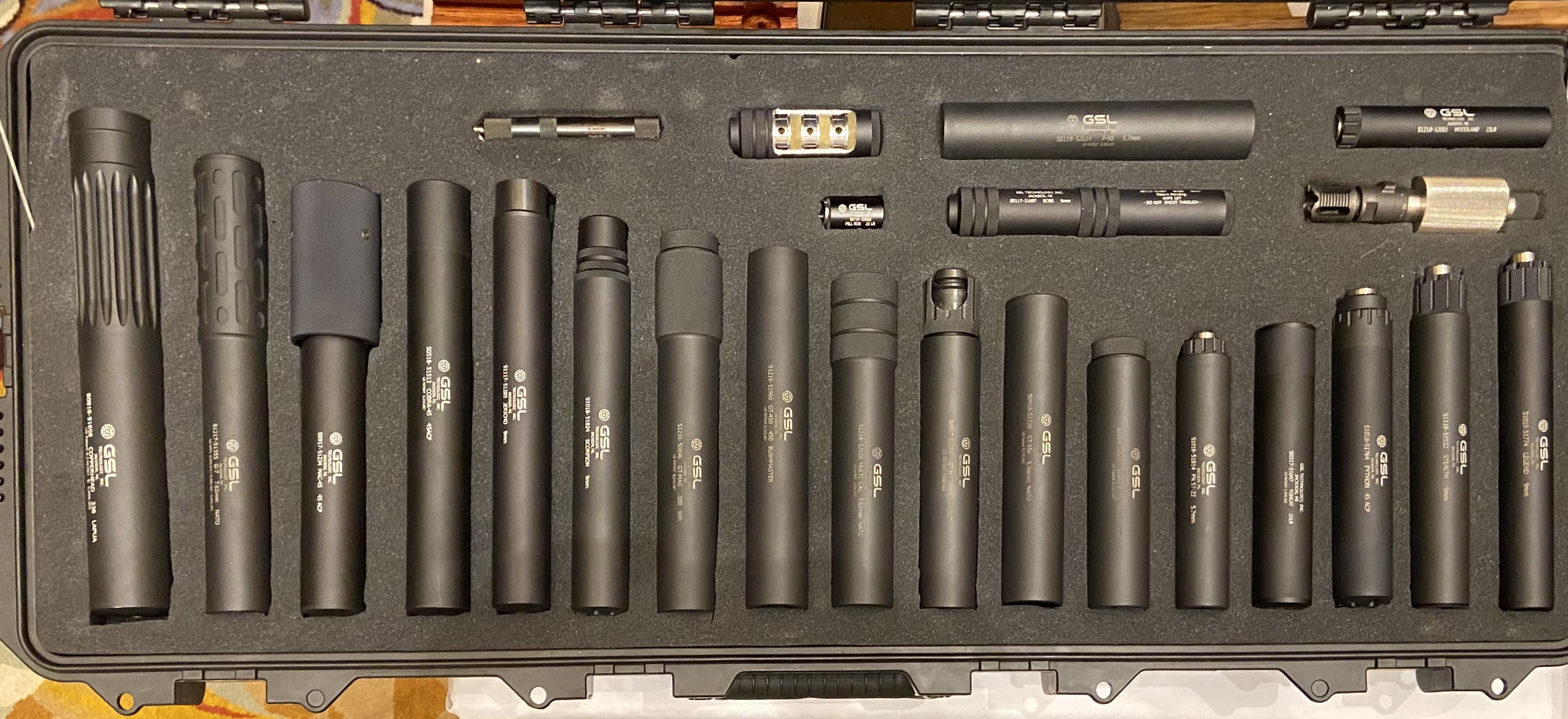
Koffer mit diversen Schalldämpfern

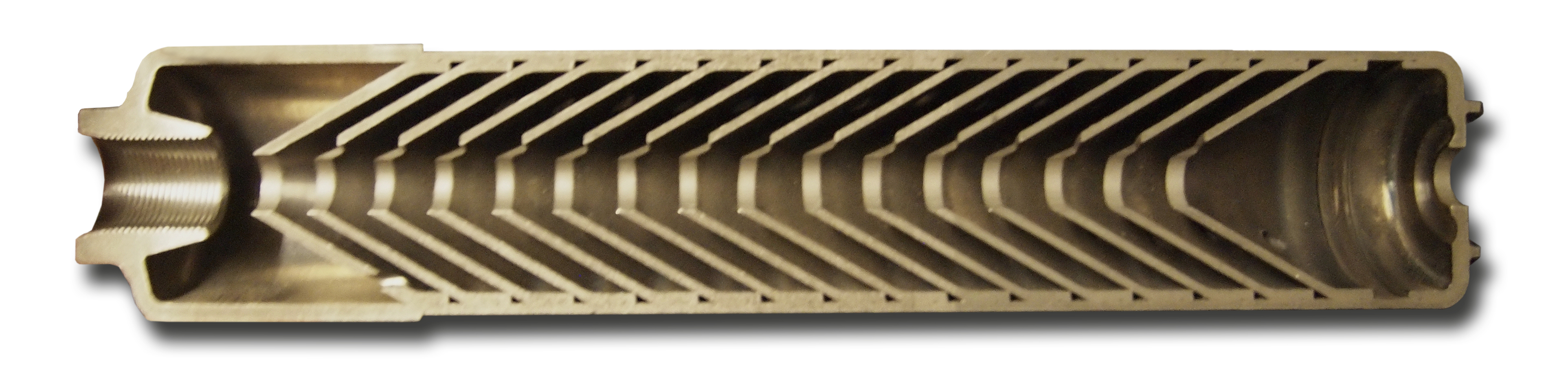
Querschnitt eines Schalldämpfers, links das Gewinde zur Befestigung an der Mündung des Laufs, rechts davon die von V-förmigen Prallwänden getrennten Kammern.

Ein Schalldämpfer, in Deutschland offiziell auch Mündungssignaturreduzierer genannt, ist im Bereich der Waffentechnik eine an der Mündung der Schusswaffe befindliche Vorrichtung zur Reduktion der Schallemissionen und des Mündungsfeuers. Auch verringert sich der Rückstoß, was zusammen mit der Masse des Schalldämpfers den Hochschlag der Waffe vermindert. Zusätzlich verändert ein Schalldämpfer den Klang des Mündungsknalls. Sie existieren als auf die Mündung aufschraub- bzw. aufklemmbare Zusatzausrüstung und, deutlich seltener, als fest integrierter Bestandteil des Laufs (z. B. bei der HK MP5 SD).
Bei einem typischen Schalldämpfer handelt es sich um einen zylindrischen Metallkörper, der mittels mehrerer durch Prallwände getrennter Kammern in seinem Inneren die aus der Mündung austretenden Triebgase des Projektils abbremst und kühlt, was zu einer Minderung des Mündungsknalls und Mündungsfeuers führt.

## Funktionsprinzip

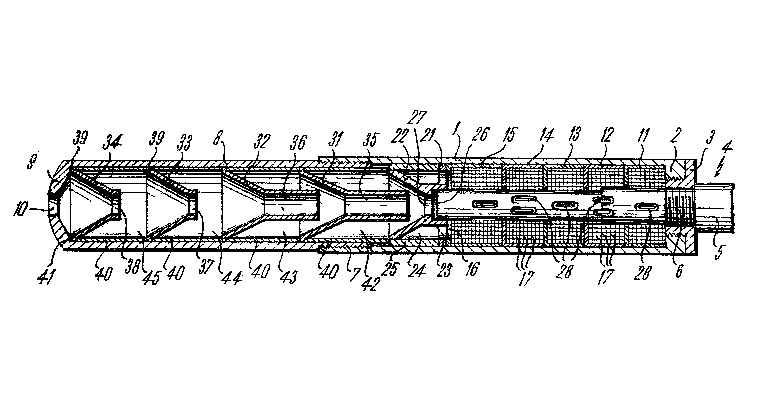
Patentzeichnung eines Schalldämpfer (1971)

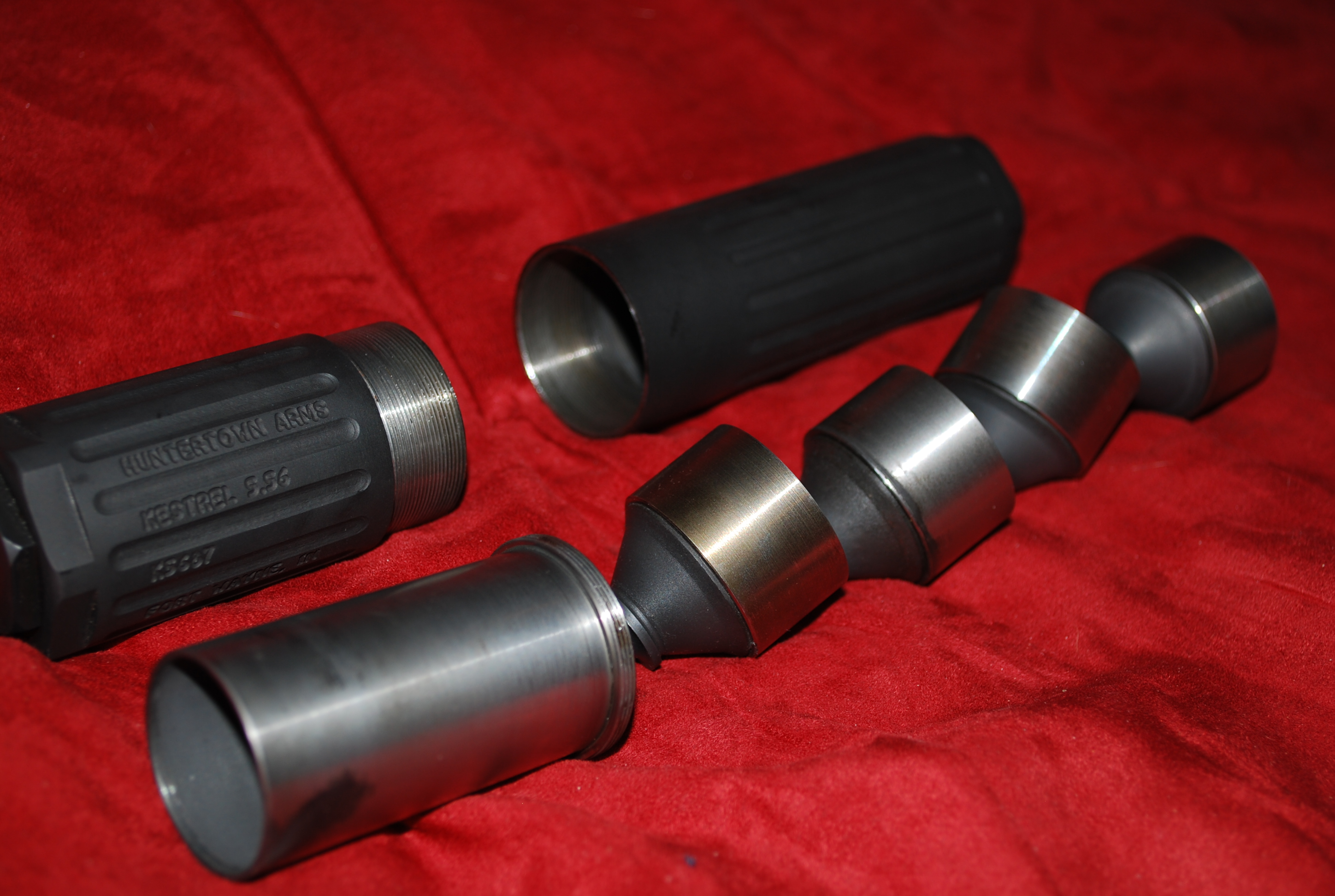
Zerlegter Schalldämpfer

Schalldämpfer mit unterschiedlichen Bauformen

Nach einem Schuss expandieren die Gase der Treibladung im Inneren des Schalldämpfers, wodurch sie teilweise entspannt werden, ohne dabei Schallenergie direkt an die Umgebung abzugeben. Um die Energie der Gase möglichst effektiv abzubauen, bevor sie aus dem Schalldämpfer austreten, enthält das Innere von Schalldämpfern in der Regel Bauteile, die den Strom der Gase hemmen. Das können durchbohrte Prallwände, Kammern oder andere, meist geneigte oder spiralig angeordnete Komponenten sein. Es gibt Varianten mit Gummilamellen. Bei guter anfänglicher Dämpfung lässt die Wirkung jedoch zunehmend nach. Die Anordnung der Kammern und die Entspannung der Gase über zusätzliche Bohrungen oder Schlitze sind ausschlaggebend bei der Konstruktion eines wirksamen Schalldämpfers. Angepasste Munitionswahl ist bei der Optimierung der schalldämpfenden Wirkung entscheidend.
Der Schalldämpfer reduziert allerdings nur die Schallemission, die von den beim Schuss aus der Laufmündung ausströmenden, unter hohem Druck stehenden und explosionsartig expandierenden Gasen ausgeht, die mechanischen Geräusche einer eventuell vorhandenen Nachladeautomatik dagegen werden nicht gedämpft. Der Schallpegel der Mechanik liegt bei Selbstladewaffen um 90 dB, bei vollautomatischen Waffen zwischen 110 und 120 dB. Um diese Geräuschquelle zu unterdrücken, konnte bei einigen schallgedämpften Selbstladewaffen wie bei Versionen der Walther P38 der Selbstlademechanismus blockiert werden.
Der Geschossknall von Projektilen, die mit Überschallgeschwindigkeit von 330 m/s und mehr abgefeuert werden, bleibt unbeeinflusst. Um den Überschall-Geschossknall zu vermeiden, muss aus schallgedämpften Waffen Unterschallmunition (auch subsonic-Munition) als speziell laborierte Patronen verschossen werden, oder es werden Kaliber wie die .45 ACP benutzt. Diese hat meist weniger als 330 m/s. Schon für die .22 lfB muss Unterschallmunition benutzt werden.
Für die Verwendung von Überschallmunition bedarf es spezieller Anpassungen. Exemplarisch sei hier das Patent für die MP5 SD3-Maschinenpistole genannt. Hier werden die Gase teilweise schon über Bohrungen im Lauf in den Schalldämpfer abgeleitet und so die Geschossgeschwindigkeit auf unter 330 m/s reduziert.
Einige Schusswaffen, wie z. B. die PSS, verwenden Gassiegel-Patronen wie die 7,62 × 45 mm SP-16 zur Schallreduktion.

## Geschichte

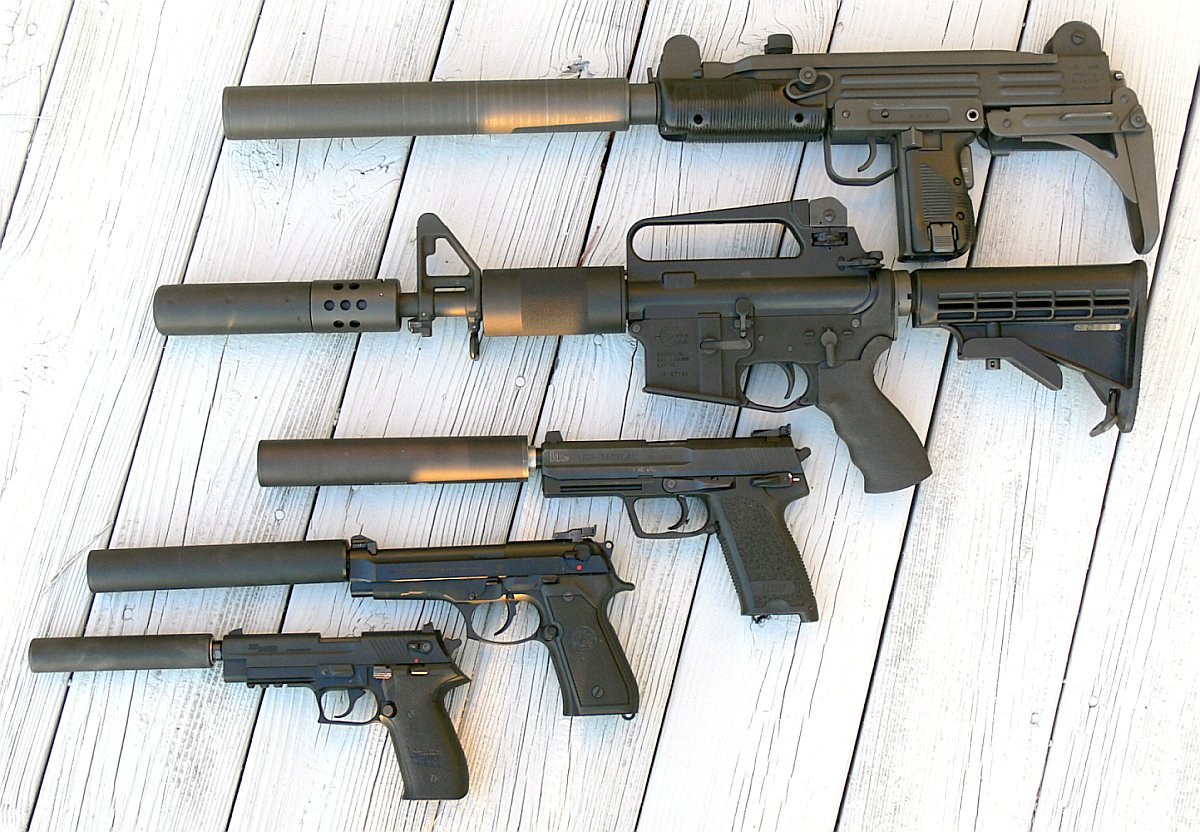
Von oben nach unten:
IMI Uzi mit Vector Arms Model 2000
RRA AR-15 mit Advanced Armament Corporation (AAC) Omni
HK USP Tactical mit AAC Evolution
Beretta 92FS mit AAC Evolution
SIG Mosquito mit AAC Pilot

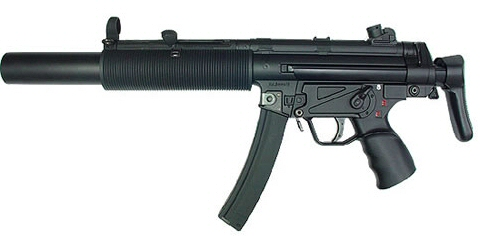
MP5 SD3

Um das Jahr 1888 waren die militärischen Verbände in Europa dazu übergegangen, Schwarzpulver durch das rauchschwache Pulver zu ersetzen. Auf diese Weise wurde der Vorteil erzielt, dass man den Feind besser beschießen konnte, da die mächtigen Rauchschwaden wegfielen, die bei der Verwendung des Schwarzpulvers entstanden und die oft schon nach kurzer Zeit das Zielen unmöglich machten. Außerdem blieben die bisher durch diese Rauchschwaden weit erkennbaren Schützenlinien dem Auge des Feindes verborgen, was die Gefahr, selbst in gegnerisches Feuer zu geraten, entsprechend verringerte. Diese Verborgenheit war aber nur relativ. Zwar vermochte nun der Rauch dem Feind nicht mehr zu verraten, wo eine Schützenlinie in Tätigkeit getreten war, aber noch verriet der Knall dem Feind die ungefähre Position, von der aus der Schuss abgegeben worden war. Deshalb wurden Mittel und Wege gesucht, um bei der Verwendung der modernen Schusswaffen auch den Knall zu minimieren.
Der Schweizer Erfinder C. A. Aeppli ließ sich 1894 in Winterthur eine Schalldämpferkonstruktion für eine Waffe patentieren. Es folgten mehrere weitere Patente anderer Entwickler, die aber keine nennenswerte Bedeutung erlangten. Dem US-amerikanischen Erfinder
Hiram Percy Maxim gelang schließlich 1907/1908 die Fertigung des ersten serienreifen Schalldämpfers, wofür er 1910 das Patent erhielt.
Er hatte den Lauf eines Gewehrs vorn mit einem Schraubengewinde versehen, auf das er einen kleinen Apparat anbrachte, der die folgende Funktionsweise hatte:
„Da der Knall durch die plötzliche Entwicklung und Ausbreitung einer großen Gasmenge entsteht, die bei der Explosion des Pulvers gebildet wird, verfolgt der Maxim’sche Apparat den Zweck, das plötzliche Entweichen der Gasmenge in die Luft zu verhindern und an seine Stelle ein langsames und geräuschloses Ausströmen zu setzen. Das wird dadurch erreicht, dass im Inneren eine Reihe von schraubenförmig gewundenen Kanälen oder ‚Turbinenelementen‘ (wie sie der Erfinder nennt), angebracht werden. Diese Kanäle haben eine solche Lage, dass der Weg für die Kugel frei bleibt, die Gase aber gezwungen werden, diese Turbinenelemente zu durchströmen. Auf dem weiten und gewundenen Weg, den sie zurücklegen müssen, verlangsamt sich ihre Geschwindigkeit. Sie bekommen eine drehende Bewegung in ähnlicher Weise, wie das gegen eine Turbine ausströmende Gas oder Wasser von seiner Richtung abgelenkt und in seiner Wirkung geschwächt wird. Auf diese Weise verliert der Gasstrom an Kraft und Schnelligkeit, und zuletzt strömt er langsam und ohne jeden Schall aus dem letzten Element ins Freie aus. Man hört nach der Abgabe des Schusses nur mehr ein feines Geräusch, das man nicht mehr einen Knall nennen kann und das schon nach wenigen Metern nicht mehr hörbar ist.“
Mit dieser Entwicklung sollte Sportschützen zudem die Möglichkeit gegeben werden, ihr Gehör zu schonen. Dementsprechend wurden die Maxim’schen Schalldämpfer unter der Marke Dr. Slush auch mit dem Spruch The gentlemen's way of target shooting beworben; auf Deutsch: „Zielscheibenschießen wie ein Gentleman.“ Maxims Firma vermarktete diese Schalldämpfer erfolgreich bis in die 1930er Jahre.

## Einsatzbereiche

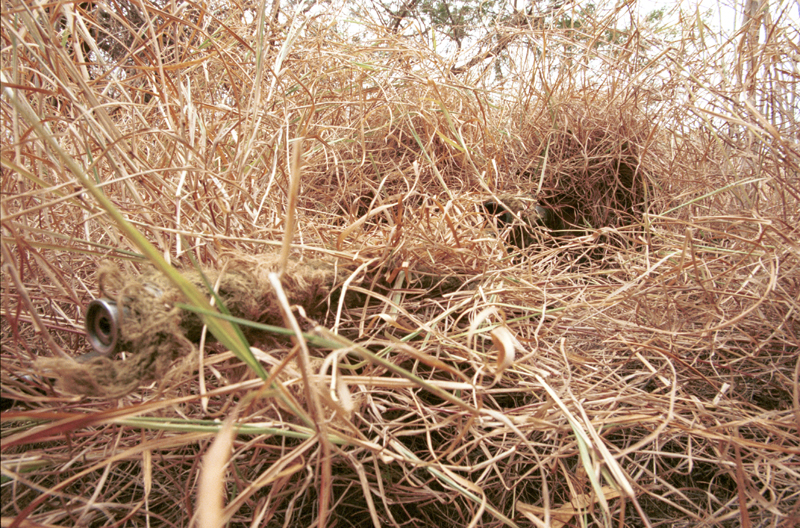
Scharfschützengewehr mit Schalldämpfer

Schalldämpfer werden im Freien und in Gebäuden eingesetzt. Scharfschützen verwenden sie, um ihre Position zu verschleiern.

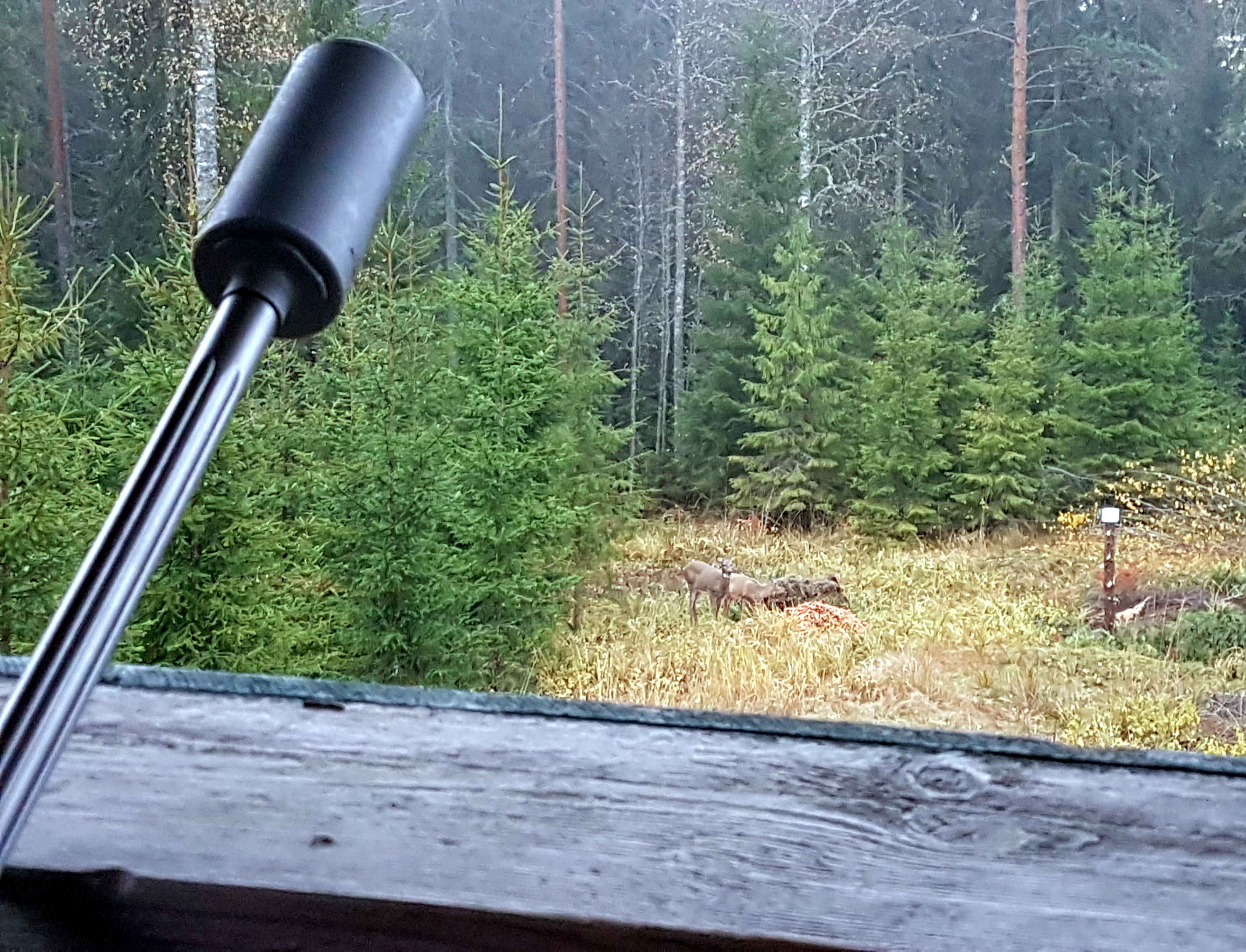
Jagdgewehr mit Schalldämpfer

Jäger nutzen Schalldämpfer zur Reduktion der Geräuschemissionen und des Mündungsfeuers. Gründe dafür liegen im Gehörschutz sowohl für den Jäger selbst, als auch anderer im Umfeld anwesender Personen und Tiere und der geringeren Wildbeunruhigung. Des Weiteren wird durch das reduzierte Mündungsfeuer und Hochschlagen der Waffe (aufgrund des durch den Schalldämpfer reduzierten Rückstoßes) eine bessere Beurteilung des Treffersitzes ermöglicht.

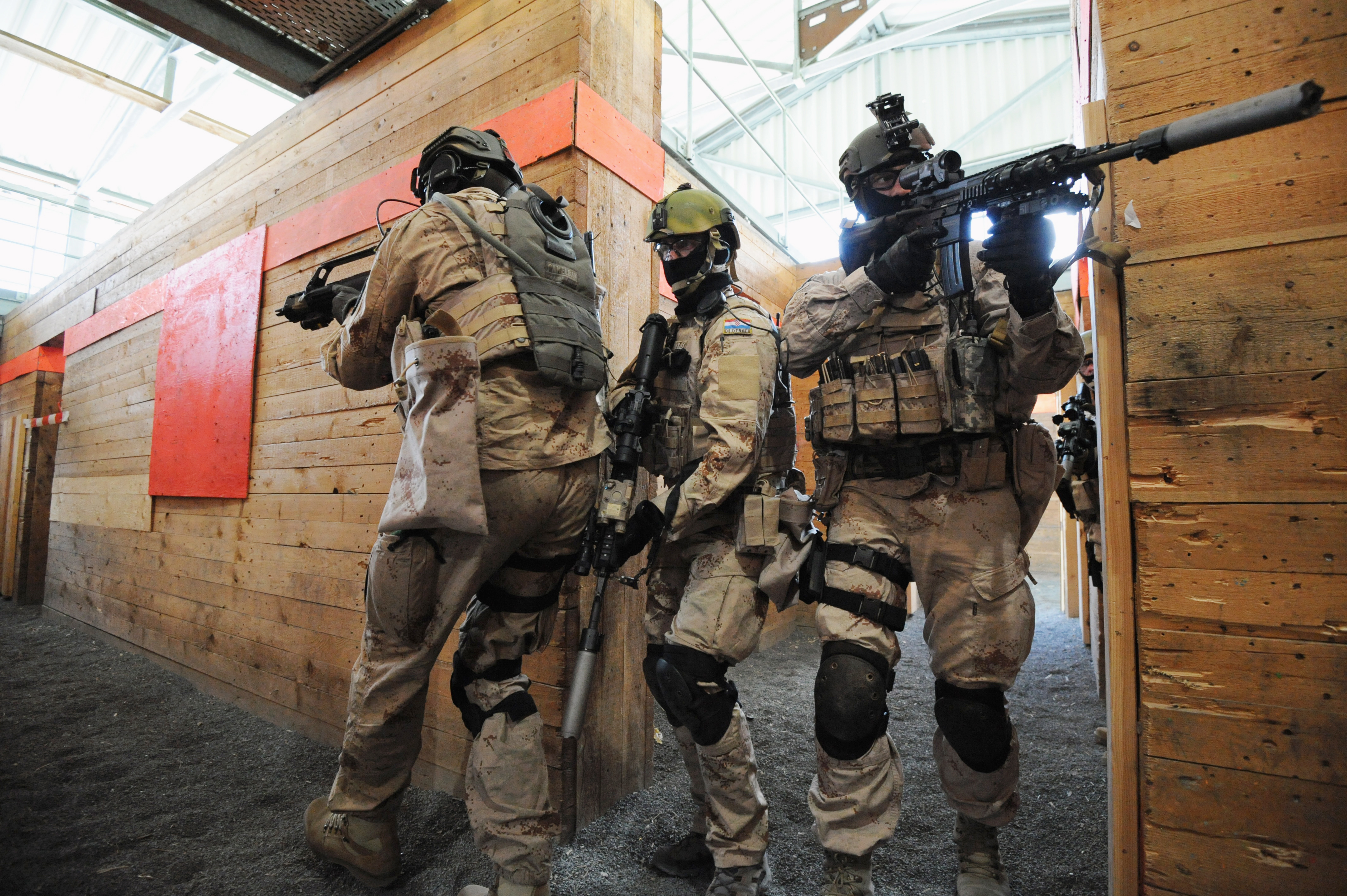
Sturmgewehre mit Schalldämpfer während einer CQB-Übung

Bei Einsätzen von Spezialeinheiten (ohne aktiven Gehörschutz) innerhalb von Räumen, Wohnungen und anderen beengten Örtlichkeiten wird von den Einsatzkräften ein Schalldämpfer benutzt, nicht um ihre Anwesenheit gegenüber ihren Gegnern zu verschleiern, sondern um plötzlicher Taubheit vorzubeugen, die durch Schalldruck innerhalb von geschlossenen Räumlichkeiten entstehen kann. Somit verhindert ein Schalldämpfer weniger die Bekanntgabe von Kräften am Einsatzort, sondern sorgt vielmehr für das Aufrechterhalten von Kommunikation, dem Gehör für die taktische Vorgehensweise und allgemein der Gesundheit.

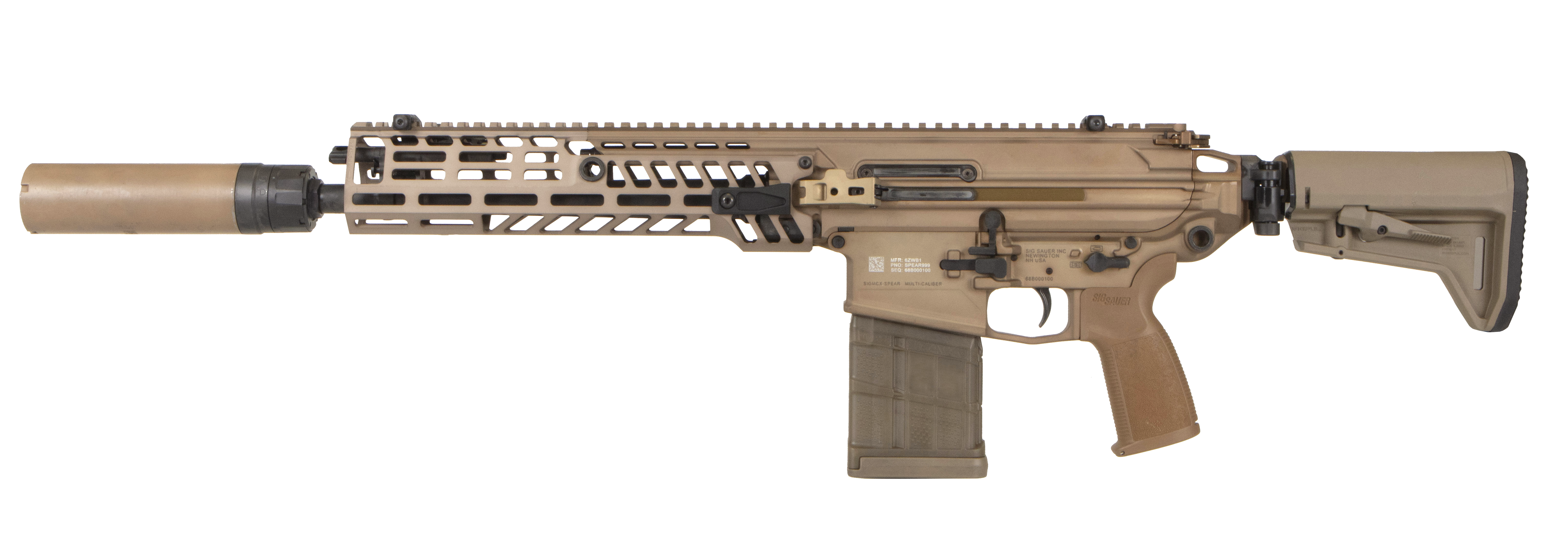
Die neue Ordonnanzwaffe der U.S. Army, das XM7, ist standardmäßig mit einem Schalldämpfer ausgestattet

Vor allem aus diesen Gründen ist beim Militär und in anderen Sicherheitsbereichen mit einem zunehmenden Einsatz schallgedämpfter Waffen zu rechnen. Beginnend mit Scharfschützenwaffen und später ausgeweitet auf andere Handfeuerwaffen, will z. B. das U.S. Marine Corps nur noch Entwicklungen mit integriertem oder nachrüstbarem Schalldämpfer bei Neubeschaffungen berücksichtigen.

## Rechtslage
Die rechtlichen Grundlagen zum Erwerb und Besitz von Schalldämpfern unterscheiden sich international und zum Teil auch noch einmal national erheblich. Während sie in Skandinavien und Großbritannien seit langem zur Standardausrüstung vieler Jäger gehören, sind sie anderorts vollständig verboten.

### Deutschland

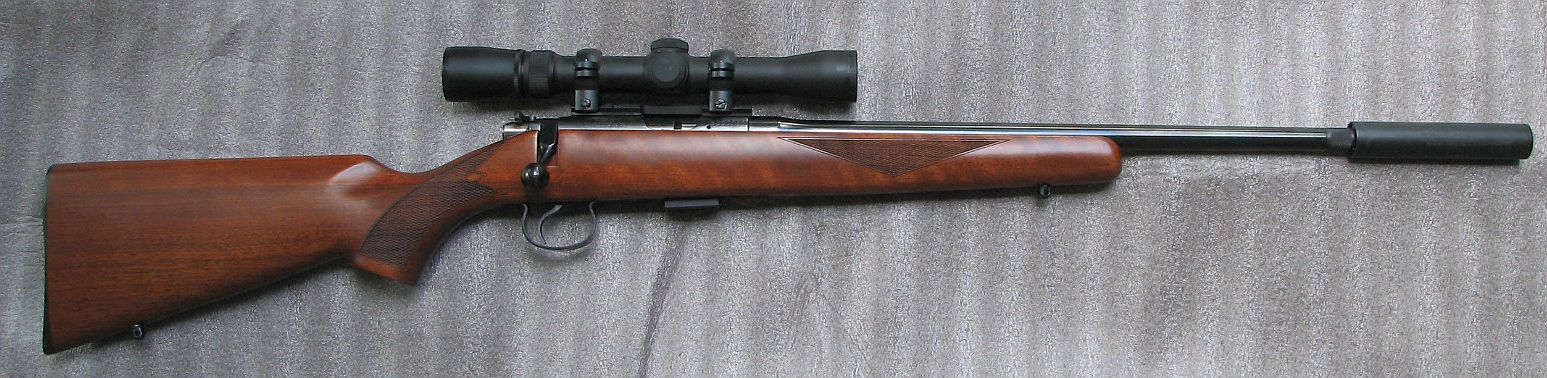
Gewehr mit Schalldämpfer.

Schalldämpfer sind in Deutschland – anders als beispielsweise Zielfernrohre – im waffenrechtlichen Erlaubnisverfahren der zugehörigen Waffe gleichgestellt. Bei Verwendung an erlaubnispflichtigen Waffen sind somit der Erwerb und der Besitz von Schalldämpfern durch Privatpersonen ebenso erlaubnispflichtig. Als ein den wesentlichen Teilen einer Schusswaffe gleichgestellter Gegenstand (WaffG, Anlage 1, Ziffer 1.3 in Verbindung mit § 4 und § 10 Abs. 1) oder eines Wechselsystems sind damit eine Erwerbserlaubnis bzw. ein Eintrag in der Waffenbesitzkarte des Schützen erforderlich. Analog sind Schalldämpfer für so genannte „freie Waffen“ (Luftdruckgewehr etc.) vom vollendeten 18. Lebensjahr an auch ohne Waffenbesitzkarte frei erwerbbar.

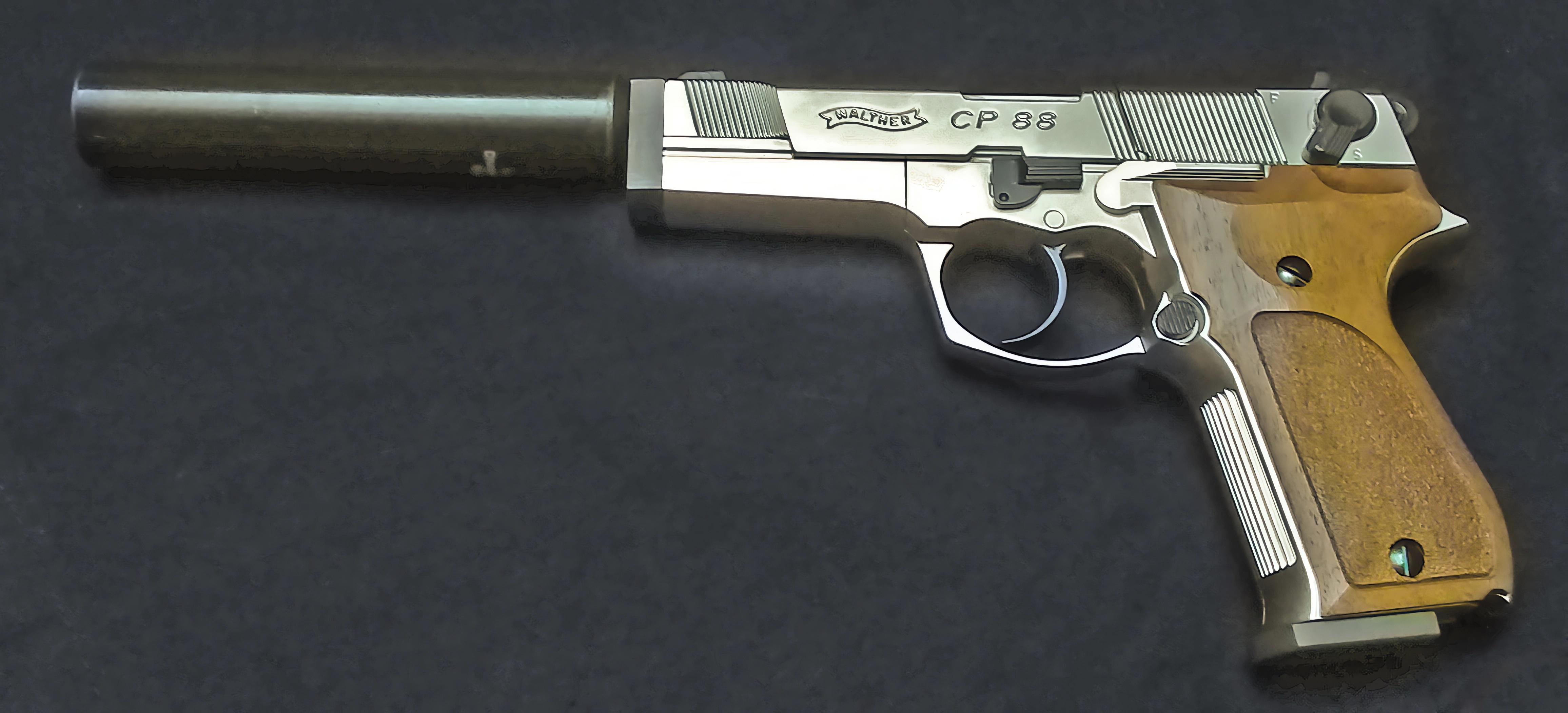
Schalldämpfer an einer CO_{2}-Pistole angebracht

Zu berücksichtigen ist allerdings auch die jeweilige Ländergesetzgebung. So ist das Anbringen von Schalldämpfern an der Mündung in einigen deutschen Bundesländern, etwa in Hamburg, ausdrücklich verboten, in anderen dagegen, z. B. Hessen, nicht.

#### Liberalisierung seit 2007
Schalldämpfer waren ursprünglich mit wenigen Ausnahmen, wie z. B. Stadtjägern, der behördlichen Nutzung vorbehalten. Ausgehend von der EU-Richtlinie „Lärm“ (2003/10/EG) und der darauf basierenden deutschen Lärm- und Vibrations-Arbeitsschutzverordnung (LärmVibrationsArbSchV) aus dem Jahr 2007, die u. a. vorschreibt, dass extrem lauter Lärm, der schon bei sehr kurzer Einwirkzeit bleibende Gehörschäden verursacht, am Entstehungsort bekämpft werden muss, kam es durch Klagen und Änderungen in der behördlichen Verwaltungspraxis zu einer schrittweisen Liberalisierung des Jagd- und Waffenrechts bezüglich des Besitzes und der Verwendung von Schalldämpfern bei der Jagd.
Nachdem Förster und andere Berufsjäger bereits zuvor erfolgreich Ausnahmegenehmigungen für Schalldämpfer erhalten hatten, wies die bayerische Staatsregierung im Jahr 2015 die nachgeordneten Behörden an, ihre Genehmigungspraxis zu ändern und jedem Jäger nach einem entsprechenden Antrag eine Genehmigung für den Erwerb von Schalldämpfern zu erteilen. Zahlreiche andere Länder folgten zwischenzeitlich dem bayerischen Modell.
Mit Stand von Dezember 2018 erlauben folgende Bundesländer allen Jägern Erwerb und Verwendung von Schalldämpfern bei der Jagd:
| - Baden-Württemberg - Bayern - Brandenburg - Hessen - Mecklenburg-Vorpommern - Niedersachsen | - Nordrhein-Westfalen - Rheinland-Pfalz - Saarland - Sachsen - Schleswig-Holstein |

Sachsen-Anhalt liberalisierte 2019 das Landesjagdgesetz und hob das Verbot von Schalldämpfern auf.
Seit dem Inkrafttreten einer Reform am 1. September 2020 hat die Zahl der im Nationalen Waffenregister eingetragenen Schalldämpfer stark zugenommen: am 31. August 2020 waren dort 85.159 Schalldämpfer registriert und am 31. Mai 2022 197.412.

### Österreich
In Österreich sind der Kauf und der Besitz von Schalldämpfern gemäß § 17 (Verbotene Waffen) des österreichischen Waffengesetzes (WaffG) grundsätzlich verboten. Gemäß § 17 Abs. 3a WaffG  jedoch kann ein Arbeitgeber den Nachweis erbringen, dass
1. er Arbeitnehmer hauptberuflich beschäftigt, zu deren wesentlicher Verpflichtung der Abschuss von Wild und Schädlingen gehört und
2. die Verwendung von Vorrichtungen zur Dämpfung des Schussknalles für Schusswaffen der Kategorie C zweckmäßig und zum Schutz der Gesundheit dieser Arbeitnehmer im Sinne des ArbeitnehmerInnenschutzgesetzes[13] oder dem Landarbeitsgesetz[14] im Rahmen der Berufsausübung geboten ist. Dann kann die zuständige Behörde auf Antrag des Arbeitgebers Ausnahmen vom Verbot des Erwerbs und Besitzes und Verwendung einer bestimmten Anzahl von Vorrichtungen zur Dämpfung des Schussknalles für Schusswaffen der Kategorie C befristet mit oder ohne Auflagen erteilen.

Gemäß einer Waffengesetznovelle des Nationalrats sind Jäger ab dem 1. Jänner 2019 vom ansonsten weiterhin gültigen Schalldämpfer-Verbot ausgenommen und dürfen auf ihren jagdlich geführten Schusswaffen Schalldämpfer verwenden, sofern nicht die Landesjagdgesetze die Jagd mit Schalldämpfer verbieten.

### Schweiz

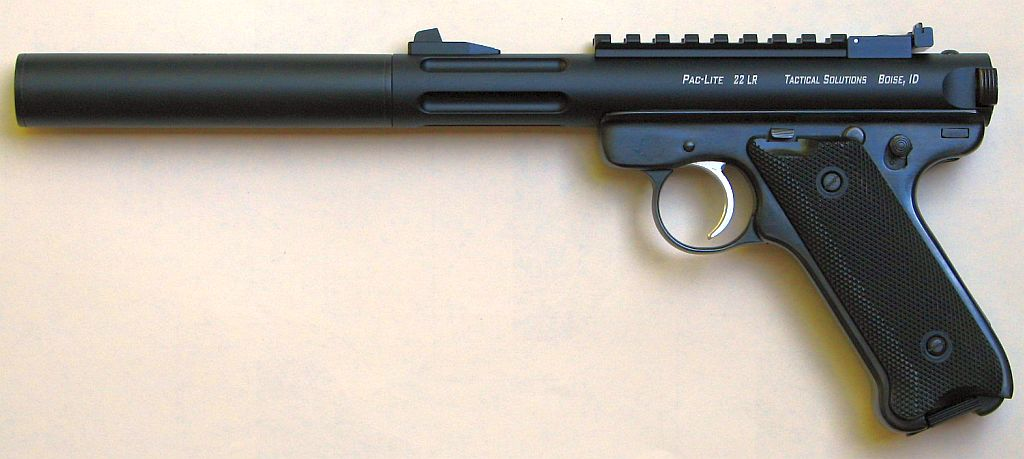
Halbautomatische Pistole Ruger MK II mit Schalldämpfer

In der Schweiz sind der Erwerb, das Übertragen und  das Verbringen ins schweizerische Staatsgebiet von Schalldämpfern gemäß Waffengesetz Artikel 4.2a (Definition) und Artikel 5.1g (Verbot) verboten, außer man ist im Besitz einer Kantonalen Ausnahmebewilligung, welche zumeist nur bei Nachweis des Bedarfs eines Schalldämpfers genehmigt wird.